# 唐格里
唐格里（法語：Tangry，法語發音：[tɑ̃ɡʁi]）是法国上法兰西大区加来海峡省的一个市镇，位于该省中部，属于阿拉斯区。

## 地理
唐格里（50°27'55"N, 2°21'15"E）面积4.84 平方千米，位于法国上法蘭西大區加来海峡省，该省份为法国北部沿海省份，西北濒北海，南至索姆省，东临北部省。
与唐格里接壤的市镇（或旧市镇、城区）包括：普雷西、布尔、埃斯特吕、于克利耶、桑莱佩尔讷、瓦吕翁。

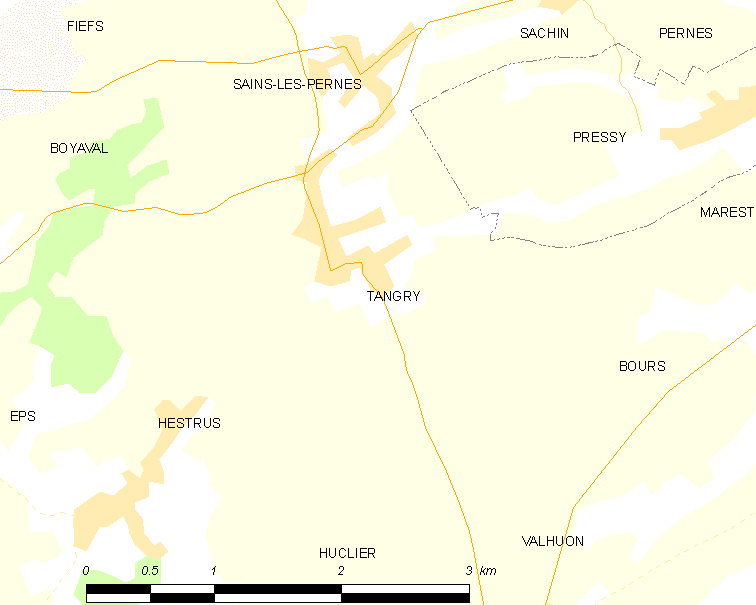
唐格里的OSM定位图

唐格里的时区为UTC+01:00、UTC+02:00（夏令时）。

## 行政
唐格里的邮政编码为62550，INSEE市镇编码为62805。

## 政治
唐格里所属的省级选区为泰努瓦斯河畔圣波勒县。

## 人口

1962-2008年间唐格里人口变化图示

唐格里于2022年1月1日时的人口数量为264人。